# Оржевский, Пётр Васильевич
Пётр Васильевич Оржевский (11 августа 1839, Санкт-Петербург — 31 марта 1897, Вильно) — генерал от кавалерии (14.05.1896), товарищ министра внутренних дел, командир Отдельного корпуса жандармов и Виленский, Ковенский и Гродненский генерал-губернатор, сенатор.

## Биография
Родился в дворянской семье. Внук священника села Оржевка Кирсановского уезда Тамбовской губернии. Сын сенатора, тайного советника Василия Владимировича Оржевского.
С 11 июня 1855 года камер-паж. В 1857 окончил Пажеский корпус, при выпуске назван отличнейшим, 26-го августа произведён в прапорщики Лейб-гвардейского Измайловского полка. В 1858—1860 — слушатель Николаевской академии Генштаба, по окончании которой 9 мая переведён в лейб-гвардии Кавалергардский полк в чине корнета. 30 августа того же года произведён в поручики. 30 августа 1862 года произведён в штабс-ротмистры. 27 марта 1866 года произведён в ротмистры. С 1867 — флигель-адъютант императора. До 1873 — полковой квартирмейстер, адъютант, командир эскадрона, председатель полкового суда, командир 1-го дивизиона, помощник командира полка.
С 1873 — начальник Варшавского жандармского округа. С 1874 — генерал-майор с зачислением в свиту Его Величества.
С 12 июня 1882 по 5 апреля 1887 — товарищ министра внутренних дел Д. А. Толстого, заведующий полицией и командир Отдельного корпуса жандармов, а 30-го августа 1882 года произведён в генерал-лейтенанты. 9 мая 1884 года назначен сенатором, с оставлением в должности. С 1 января 1893 по 31 марта 1897 — Виленский, Ковенский и Гродненский генерал-губернатор. С 14 мая 1896 года — генерал от кавалерии.
В 1897 году скоропостижно скончался и был похоронен в своем имении в селе Новая Чертория Новоград-Волынского уезда. Храм-усыпальница Оржевского сохранилась до наших дней.

## Награды
- Орден Святого Станислава 3-й степени (1862)
- Орден Святой Анны 3-й степени (1864)
- Орден Святого Станислава 2-й степени с императорской короной (1866)
- Орден Святой Анны 2-й степени (1868)
- Орден Святого Владимира 4-й степени (1870)
- Императорская корона к ордену Святой Анны 2-й степени (1872)
- Орден Святого Владимира 3-й степени (1877)
- Орден Святого Станислава 1-й степени (1878)
- Орден Святой Анны 1-й степени (1880)
- Орден Святого Владимира 2-й степени (1883)
- Орден Белого орла (1886)
- Орден Святого Александра Невского (01.01.1891)
- Бриллиантовые знаки к ордену Святого Александра Невского (02.04.1895)

## Семья

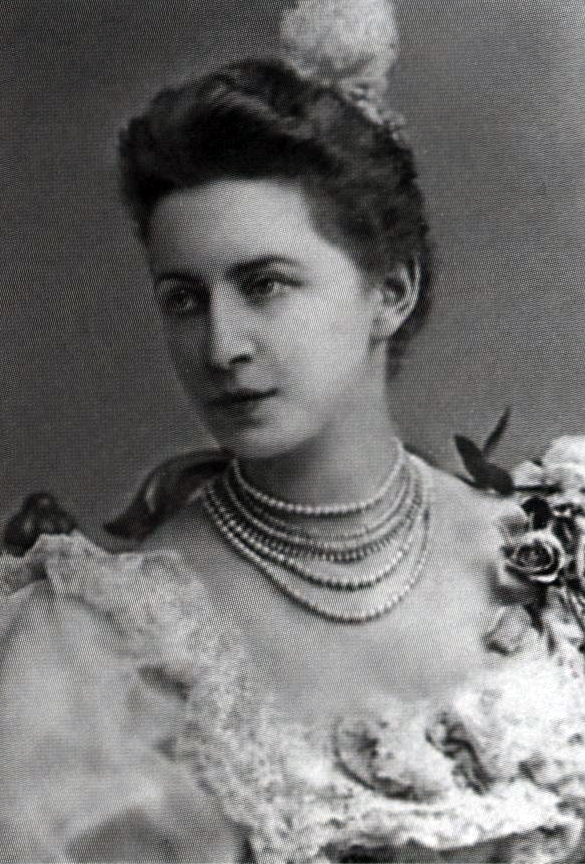
Наталья Ивановна

Жена (с 1883 года) — княжна Наталья Ивановна Шаховская (1859—1939), внучка декабриста Фёдора Петровича Шаховского и сестра князя Дмитрия Шаховского. После смерти мужа посвятила себя благотворительности. С 1897 года состояла попечительницей Новоград-Волынского уездного Красного Креста. За свою деятельность была пожалована в кавалерственные дамы ордена Святой Екатерины (меньшого креста). С 1911 по 1918 года возглавляла в Житомире Волынский губернский комитет Красного Креста. С 1925 года была председателем Свято-Николаевского братства в Житомире. В 1934 году арестована и приговорена к ссылке, где и умерла.
Брат — генерал-майор Оржевский, Владимир Васильевич.